# Jollix
Jollix est une distribution Linux basée sur le système de paquets du système Gentoo. Son développement est arrêté.
Jollix est donc un live CD : elle ne nécessite pas d'installation pour être l'utilisée. Il suffit d'insérer le CD-ROM dans le lecteur et d'amorcer l'ordinateur. 
Jollix autodétecte et configure le matériel au démarrage. De même que Knoppix, Jollix utilise par défaut l'environnement KDE.
La distribution tient sur un CD-ROM de 700 Mo. Les images ISO peuvent être téléchargées gratuitement à partir du site web de Jollix.

## Les utilisations possibles de Jollix
- CD-ROM de démonstration Linux
- Système de sauvetage
- CD-ROM de formation
- Elle peut être installée sur le disque dur

## Versions
- 0.3 : 12-05-2004
- 0.2.1: 26-10-2003
- 0.2 : 22-10-2003
- 0.1.1: 30-04-2003
- 0.1 : 17-04-2003